# Numération
Cet article possède des paronymes, voir Énumération, Numérisation, Numérotation, partageant la même racine étymologique numerus pour nombre.
Ne pas confondre avec la notion de numération comme action de comptage ou de dénombrement, en particulier en biologie (voir Hémogramme pour la formule sanguine).
La numération est le principe de représentation des nombres, que ce soit à l’écrit, dans le langage oral, par la gestuelle ou en informatique. Elle s’appuie en général sur quelques symboles de valeurs et des règles de combinaisons qui constituent un système de numération.
Depuis la Renaissance, une personne scolarisée en Occident manipule couramment au moins cinq modes de numération : la notation décimale en chiffres arabes, les chiffres romains, la formulation en mots (par exemple en français), la représentation par les doigts des deux mains et la figuration par des points (notamment sur les dés).
À partir du XXe siècle, le système binaire n’utilisant que les chiffres 0 et 1 s’est imposé pour le développement de l’informatique. Il a motivé, au passage, la notation hexadécimale dans certains aspects de programmation. Par exemple, le codage des couleurs, des lettres et autres caractères.

## Différents systèmes de numération des entiers naturels

### Systèmes additifs
La figuration sur les doigts ou par des points relève du système unaire, avec un seul symbole répété autant de fois que le nombre à représenter. C’est le même système qui régit le décompte des votes par des bâtons lors du dépouillement en France.
Ces procédés peuvent être considérés comme une forme minimale de notation additive, où divers symboles de valeurs différentes peuvent être assemblés pour désigner leur somme. La numération égyptienne est emblématique avec un symbole spécifique pour les sept premières puissances de dix, permettant une manipulation pratique des nombres jusqu’au million. Des règles analogues au rendu de monnaie suffisent à l’exécution des opérations d’addition et de soustraction des nombres entiers. Mais les autres opérations restent malaisées et le système s’étend difficilement aux nombres plus grands.

### Notation positionnelle
La notation en chiffres arabes et le codage informatique des nombres sont des systèmes à notation positionnelle, définis chacun par une base b (un entier strictement supérieur à un) et une liste de b chiffres associés aux entiers de 0 à b−1. Chaque entier positif s’écrit alors de manière unique avec une séquence de chiffres représentant des puissances décroissantes de la base. Ainsi en base dix, il y a dix chiffres de 0 à 9 et la séquence 753 représente sept centaines, cinq dizaines et trois unités. Mais la même séquence représente un autre nombre en base seize (avec la valeur 7×16²+5×16+3 = 1875 en notation décimale) et n’a pas de sens en base 2 qui ne possède pas ces chiffres.

### Autres systèmes
La notation en chiffres romains, comme l’énonciation des nombres en langue vernaculaire se rapprochent de systèmes additifs mais avec des règles supplémentaires.
La soustraction
En chiffres romains, la notation IX représente 10−1 et non pas 10+1 car le symbole de valeur inférieure est placé avant celui de valeur supérieure.
La multiplication
En français, les dénominations « quatre-vingts » ou « deux-cents » représentent le produit des valeurs de chaque terme numéral pris isolément, là encore parce que ces valeurs ne sont pas énoncées dans l’ordre décroissant, à la différence des expressions « vingt-quatre » ou « cent-deux ».
La protraction
Dans certaines langues, certains nombres s’expriment en décrivant les unités comme une partie du multiple suivant de la base, comme en danois où halvtreds (cinquante) est la « moitié de la troisième vingtaine ».

## Base de numération
Dès lors qu’un système combine plusieurs symboles différents pour exprimer des nombres supplémentaires à la liste des valeurs de chiffres, certains symboles ou positions sont associés à des puissances d’un même nombre appelé base. Ainsi, on retrouve des symboles pour les premières puissances de dix dans la plupart des numérations historiques additives.

## Représentation matérielle d'une quantité
Une technique ancienne permet de représenter une quantité sans l'intervention de l'écriture ni du langage. En symbolisant chaque élément par un caillou ou un jeton, cela permet d'enregistrer une quantité à l'aide d'une quantité équivalente. De cette manière, par comparaison des quantités, élément par élément, il est possible de déterminer si un troupeau est complet, ou si le nombre de bêtes qu'il comprend accroît, décroît ou reste stable. On parle de collection équipotente.
Ce système a été utilisé dès la Préhistoire sous la forme d'encoches sur des os (et probablement des morceaux de bois). Dans l'Antiquité grecque, on l'utilisait pour dénombrer les soldats (chaque soldat apportait un caillou). Et au XXe siècle dans les mines françaises pour savoir si tout le monde était sorti (par la gestion des lampes). Le terme « calcul » (cailloux) et le mot anglais « digit » (doigt), avec l'anglicisme « digital » (numérique), proviennent de ces pratiques.

## Codification abstraite
Les nombres peuvent être représentés par des signes, par des mots ou par des gestes. Un ensemble de règles d'utilisation de ces signes, des mots ou des gestes définit un système de numération.
Le premier système de numération, dit unaire, est celui qui est présenté ci-dessus avec les objets témoins. Il est cependant peu pratique, surtout lorsque les nombres deviennent élevés. Le comptage implique alors la constitution d'un système de numération. La solution consiste en effet à grouper les quantités par paquets, et constituer ainsi une base de numération. La manière d'écrire le nombre en chiffres cadre plus ou moins avec la manière de prononcer : les deux systèmes se doivent d'utiliser au moins la même base de numération.
Parmi les différentes cultures humaines, de nombreux systèmes de numération traditionnels reposent sur les nombres 5, 10 ou 20. Cela peut s'expliquer par le fait que dans beaucoup de cultures on utilise le comptage sur les 5 doigts de la main, sur les 10 doigts des deux mains ou les 20 doigts des mains et orteils des pieds. Ainsi en shuar, le nombre 10 se dit « deux mains ». De là proviennent les chiffres romains V pour 5 (une main) et X pour 10 (deux mains jointes). Toutefois, certains systèmes de numération peuvent être beaucoup plus limités. Ainsi, en munduruku, il n'existe pas de symbole linguistique pour représenter des cardinaux supérieurs à 5.
On recense plusieurs numérations au cours de l'histoire, propre à une ou plusieurs civilisations, ou à un ou plusieurs peuples. On peut citer, par exemple, les numérations : à bâtons, arabe, arménienne, chinoise, égyptienne, éthiopienne, étrusque, forestière, gotique, grecque, hébraïque, indienne, japonaise, maya, mésopotamienne, mongole, romaine, suzhou, tchouvache, thaï, etc.
Plusieurs numérations fictionnelles ont également été imaginées :
- la numération Bibi de Boby Lapointe ;
- la numération D'ni de la saga Myst, de base 25, utilisée par la civilisation D'ni ;
- la numération Shadok, quaternaire, utilisant les chiffres Ga, Bu, Zo et Meu.

On peut caractériser une numération de différentes manières.
- Par le type de nombres représentés :

une numération cardinale, ou arithmétique, vise à représenter des quantités, des proportions ou des grandeurs ;
une numération ordinale vise à ordonner un ensemble et à identifier chaque élément de cet ensemble par son rang.
- Par la base utilisée :

concernant les bases courantes, on parle, par exemple, de numération binaire (ou en base 2), quinaire (ou en base 5), octale (ou en base 8), décimale (ou en base 10), duodécimale (ou en base 12), hexadécimale (ou en base 16), vicésimale (ou en base 20), ou sexagésimale (ou en base 60) ;
concernant les bases exotiques, relatives au domaine des sciences, on parle, par exemple, de béta-numération (ou numération en base non entière), comme pour la numération en base d’or, de numération de Zeckendorf (ou en base de Fibonacci), de numération à bases mixtes (comme la numération factorielle) ou de numération en base complexe.
- Par le type de chiffres utilisé :

une numération acrophonique emploie des chiffres qui renvoient à l'initiale du mot désignant le nombre auquel ils sont associés ;
une numération alphabétique emploie pour chiffres des lettres de l'alphabet.
une numération hiéroglyphique emploie pour chiffres des hiéroglyphes.
- Par le mode d’utilisation des chiffres :

une numération additive emploie des chiffres qui représentent la même valeur quelle que soit leur place dans le nombre ;
une numération de type hybride emploie deux types de chiffres qui peuvent se combiner pour représenter une valeur ;
une numération de position emploie des chiffres dont la valeur qu'ils représentent varie en fonction de leur place dans le nombre.
- Par son caractère incomplet ou redondant :

une numération incomplète ne permet pas de représenter tous les nombres ;
une numération redondante permet de représenter certains nombres de plusieurs manières.

## Applications

### Numéroter
Numéroter consiste à attribuer un code unique, appelé numéro, à chacun des éléments d'un ensemble. Bien que les numéros soient généralement des nombres, ils ne représentent pas une quantité, mais ils permettent une relation ordonnée sur les éléments numérotés, et fournissent de nombreux exemples de numération ordinale.

### Ordonner
Ordonner consiste à classer des éléments d'un ensemble suivant un numéro ou un nombre auxquels ils sont associés.

### Localiser
Localiser consiste à déterminer une position dans un espace donné. Cette position est définie par un n-uplet de coordonnées.

### Mesurer
Mesurer consiste à déterminer la valeur d'une quantité, une dimension ou une intensité au moyen d'un instrument de mesure, une partie du corps ou un objet, cet instrument, le plus souvent, définissant ou étant lié à une unité de mesure, pouvant elle-même être fixée par un étalon.

### Compter
Compter consiste à réciter une suite ordonnée de mots. Ces mots représentent des nombres, et leur suite est appelée chaine numérique. Compter les éléments d'un ensemble consiste à les mettre en correspondance un à un avec les nombres successifs. Il s'agit en quelque sorte d'une numérotation. Compter des éléments nécessite à la fois de savoir réciter les entiers naturels dans l'ordre, de savoir pointer, généralement de la main ou du regard, des éléments, et de savoir coordonner la motricité, l'activité sensitive (visuelle ou tactile) et le langage.

### Calculer
Calculer consiste à effectuer des opérations.

### Nombrer
Nombrer consiste à associer aux éléments d'un ensemble un nombre exprimant leur quantité. Ce nombre peut être précis, dans le cas où il a été déterminé au moyen d'un comptage ou d'un calcul, ou, au contraire, approximatif, dans le cas où il procède d'une évaluation en quantité.

### Dénombrer
Dénombrer consiste à déterminer la quantité d'éléments d'un ensemble par le biais du comptage ou du calcul. Cela revient donc à compter ou calculer ces éléments et à les nombrer. Aussi, un enfant sait dénombrer lorsque la technique du comptage est acquise et qu'il sait que le dernier mot employé représente la quantité des éléments comptés.

### Comptabiliser
Comptabiliser consiste à s'intéresser à une quantité ou à ses fluctuations, par le biais d'une comptabilité, éventuellement effectuée sur un compte, en considérant les arrivées et les départs, les entrées et les sorties, les gains et les pertes, les recettes et les dépenses, etc.

### Quantifier
Quantifier consiste à déterminer la valeur d'une quantité, une dimension ou une intensité, valeur pouvant être précise, dans le cas où elle a été déterminée par le biais de la mesure ou du calcul, ou, au contraire, approximative, lorsqu'elle procède d'une évaluation.

### Divers
La numération sert aussi à la divination dans certaines cultures. C'est le cas, par exemple de la divination malgache, dérivée de la géomancie arabe, à la suite de l'extension de l'Islam en Afrique.

#### Livres de référence
- Georges Ifrah, Histoire universelle des chiffres : l'intelligence des hommes racontée par les nombres et le calcul, Paris, Laffont, 1994 (1re éd. 1981), 1010 p. (ISBN 2-221-07838-1).

#### Livres de vulgarisation
- L'Empire des nombres, Gallimard
- Bibliotheque tangente - 33 - Les nombres et leurs secrets * Pole éditions
- Les mille et une histoires de nombres,André Deledicq

#### Revues
- La Recherche spécial nombres, n°278
- La Recherche n°572, dossier les nombres
- Les Cahiers De Science Et Vie - N°57 - Juin 2000 - L'origine Des Nombres

### Filmographie
- L'empire des nombres, film d'Arte inspiré du livre éponyme